# Hammerschmiede (Ansbach)
Hammerschmiede (fränkisch: Hamma-schmidn) ist ein Gemeindeteil der kreisfreien Stadt Ansbach (Mittelfranken, Bayern). Hammerschmiede liegt in der Gemarkung Brodswinden.

## Geografie
Die Einöde liegt am Silberbach. Ein Anliegerweg führt 70 Meter weiter westlich zu einer Gemeindeverbindungsstraße, die nach Wallersdorf (0,2 km südlich) bzw. nach Steinbach verläuft (2 km nordöstlich).

## Geschichte
Erstmals urkundlich erwähnt wurde der Ort 1677 als „Eyssenhammer“, 1732 als „Hammerschmitte“, 1818 als „Hammermühl“.
Gegen Ende des 18. Jahrhunderts gehörte die Hammerschmiede zur Realgemeinde Wallersdorf. Die Mühle hatte das brandenburg-ansbachische Stiftsamt Ansbach als Grundherrn. Unter der preußischen Verwaltung (1792–1806) des Fürstentums Ansbach erhielt die Hammerschmiede die Hausnummer 1 des Ortes Wallersdorf. Von 1797 bis 1808 unterstand der Ort dem Justiz- und Kammeramt Ansbach.
Im Rahmen des Gemeindeedikts wurde Hammerschmiede dem 1808 gebildeten Steuerdistrikt Brodswinden und der 1811 gegründeten Ruralgemeinde Brodswinden zugeordnet. Diese wurde am 1. Juli 1972 im Zuge der Gebietsreform in Bayern in die Stadt Ansbach eingegliedert.

### Ehemaliges Baudenkmal
- ehemalige Hammerschmiede: zweigeschossiger Bau des 18. Jahrhunderts mit einseitigem Fachwerkgiebel[11]

### Einwohnerentwicklung
| Jahr      | 001818 | 001840 | 001861 | 001871 | 001885 | 001900 | 001925 | 001950 | 001961 | 001970 | 001987 |
| Einwohner | 2      | 9      | *      | 7      | 9      | 6      | 5      | 6      | 7      | 18     | *      |
| Häuser    | 1      | 1      |        |        | 1      | 1      | 1      | 1      | 1      |        | *      |
| Quelle    | [ 6 ]  | [ 13 ] | [ 14 ] | [ 15 ] | [ 16 ] | [ 17 ] | [ 18 ] | [ 19 ] | [ 20 ] | [ 21 ] | [ 22 ] |

## Religion
Der Ort ist evangelisch-lutherisch geprägt und bis heute nach St. Bartholomäus (Brodswinden) gepfarrt. Die Einwohner römisch-katholischer Konfession sind nach St. Ludwig (Ansbach) gepfarrt.